# 와카바*걸
《와카바*걸》(일본어: わかば*ガール)은 하라 유이가 그린 일본의 네 컷 만화 작품이다. 2010년부터 2011년에 걸쳐 소사쿠코보의 잡지 《오토메츠신》에서 제3화까지 연재되었다. 해당 잡지의 휴간에 따라 미완결인 상태였으나 작가의 블로그 ‘Hara*Rira’에 게재된 제4화, 새로 그린 최종화를 더해서 2013년에 망가 타임 KR 코믹스 레이블에서 단행본으로 간행되었다.
2015년 3월 19일 발매한 《망가 타임 키라라 MAX》에서 본 작품이 TOKYO MX, BS11의 ‘울트라 슈퍼 애니메이션 타임 1stSEASON’ 내에서 단편 텔레비전 애니메이션으로 방영되는 것이 발표되어 같은 해 7월부터 9월까지 방영되었다.

## 줄거리
흔히 말하는 아가씨에다 여고생인 코하시 와카바와 반 친구들과의 일상을 그린다.

## 등장인물
캐릭터 프로필은 《와카바*걸 공식 팬북》에서.
코하시 와카바 (小橋 若葉) 
성우 - 오자와 아리
본 작품의 주인공. 고등학생 1학년. 4월 1일생. 신장 165cm. 집이 굉장히 부유한, 흔히 말하는 아가씨(お嬢様)이다. 얌전한 성격으로, 항상 “~랍니다(ですわ)”등의 아가씨 말투로 이야기한다. 가족은 부모님과 언니가 있으며 개를 기르고 있다.
보통의 여고생이나 갸루 같은 것에 강한 동경심을 갖고 있으나 갸루 취향의 게임 소프트웨어라고 착각해서 갸루게를 구입하는 등 어딘가 나사가 빠진 감각을 갖고 있다.
아가씨 학교인 스이렌 여학원을 지망했으나 학력이 미치지 못해 모에코, 마오, 나오와 같은 여자 고등학교에 입학했다. 운동 신경은 좋으나 공부에 약하다(특히 수학).
토키타 모에코 (時田 萌子) 
성우 - 이자와 미카코
와카바의 반 친구. 10월 20일생. 신장 145cm. 과자 만들기가 특기이다.
느긋하고 상냥한 성격으로, 다소 순수하여 동화 같은 발언을 하는 경우가 많다. 또한 와카바 일행 네 명 중에서는 착실한 상식인이며 기본적으로 츳코미(ツッコミ) 역할을 할 때가 많다. 애니메이션판에서는 초등학교 때부터 운동을 못 해서 철봉 거꾸로 오르기도 못 한다는 묘사가 있다. 네 명 중에서 가장 키가 작다.
쿠로카와 마오 (黒川 真魚) 
성우 - M·A·O
와카바의 반 친구로 마이페이스인 여자아이. 7월 17일생. 신장 155cm. 일인칭은 “마오”. 어미에 “~임다(っす)”라는 말을 붙여 이야기한다.
천지난만한 밝은 성격이지만 다소 까불거리는 성격이기도 하며 직접 쓸데없는 말을 해서 제지당하기도 한다. 반하기 쉬운 성격이기도 하며 와카바를 관찰하여 아가씨 캐릭터가 되고 싶어 했으나 와카바의 아가씨로서의 레벨이 너무 높아서 그만두었다.
마시바 나오 (真柴 直) 
성우 - 무라카와 리에
와카바의 반 친구. 모두에게 시바 양이라고 불리고 있다. 12월 12일생. 신장 158cm. 보이시한 성격이며 부녀자이기도 하다. 그러나 남자스러운 점에 강한 콤플렉스를 가지고 있으며 여자다운 것을 동경하는 일면이 있다. 또한 신학기에서 자기소개할 때 일인칭이 뒤죽박죽되어 패닉을 일으키는 등 긴장을 잘 한다.
중학생 때는 축구부였으며 운동 신경은 좋지만 철봉 거꾸로 오르기를 못 한다. 여담으로 지금은 귀가부라는 듯하다. 츳코미(ツッコミ) 역할을 할 때가 많지만, 순수하고 오타쿠 같은 부분도 있어 보케(ボケ) 역할이 될 때도 있다. 키가 와카바 다음으로 크며 와카바 일행 네 명 중 가장 가슴이 크다.
코하시 유즈하 (小橋 柚葉) 
성우 - 키무라 주리
와카바의 언니.
얌전한 성격이며 취미로 패밀리 레스토랑을 영업하고 있다.
코하시 오토하 (小橋 乙葉) 
성우 - 아사쿠라 아즈미
와카바의 어머니.
두 딸과 같이 얌전한 성격. 그리고 와카바를 어지간히 사랑하고 있으며 여러모로 와카바를 걱정하고 있다.
선생님
성우 - 노토 마미코
와카바 일행의 담임 교사. 여성.
느긋하고 대범한 성격으로, 패닉에 빠진 나오를 달래주거나 와카바의 행동이나 발언에 가끔씩 놀란다.

## 서적
- 하라 유이 (2013년 11월 10일). 《わかば*ガール》 [와카바*걸] (일본어). 호분샤 망가 타임 KR 코믹스. ISBN 978-4-8322-4363-7.
- 하라 유이 (2015년 12월 26일). 《わかば*ガール公式ファンブック 女子高生は“はじめて”がいっぱい!》 [와카바*걸 공식 팬북 여자고교생은 “처음”이 잔뜩!] (일본어). 호분샤 망가 타임 KR 코믹스. ISBN 978-4-8322-4652-2.

## TV 애니메이션
2015년 7월부터 9월까지 일본 울트라 슈퍼 픽처스가 기획하는 애니메이션 틀 〈울트라 슈퍼 애니메이션 타임〉에서 《우사의 하루살이 몽환편》, 《미스 모노크롬 -The Animation- 2》과 함께 30분 범위에서 세 편을 연속 방영하는 쇼트 애니메이션 중 하나로서 방영되었다. 1화 약 8분, 전13화. 애니메이션을 제작한 Nexus에 있어서는 본 작품이 최초의 텔레비전 시리즈 원청 작품이다. 또한 Nexus는 울트라 슈퍼 픽처스 산하는 아니지만 해당 회사가 협력으로 크레딧되어 있다.

### 스태프
- 원작 - 하라 유이 (소사쿠코보 《오토메츠신》 소재·호분샤 간행)
- 감독 - 와타나베 마사하루[11]
- 시리즈 구성·각본 - 하나다 줏키
- 캐릭터 디자인·총 작화 감독 - 이시다 카나
- 프롭 디자인 - 묘친 노키사쿠
- 미술 감독·미술 설정 - 사카바 마코토
- 색채 설계 - 타나카 나오토
- 촬영 감독 - 히로오카 가쿠
- 편집 - 坪根健太郎
- 음향 감독 - 아케타가와 진
- 음악 - 카와이 켄지
- 음악 프로듀서 - 니시무라 준
- 음악 제작 - NBC유니버설
- 프로듀서 - 小倉充俊、小林宏之、深尾聡志、山口賢治、兼光一博、宇佐義大、山崎明日香
- 애니메이션 프로듀서 - 나카무라 히로시
- 애니메이션 제작 - Nexus
- 제작 - 시로츠메여자고등학교 1학년 등나무 반 (NBC유니버설, 호분샤, 쇼게이트, 도코모 애니메이션 스토어, 아이오우플러스, 굿 스마일 컴퍼니, 에이티엑스）

### 주제가
오프닝 테마 〈첫 걸즈!〉 (제1화 ~ 제12화)
작사 - 하타 아키 / 작곡·편곡 - 미토
노래 (제1화 ~ 제8화, 제10화 ~ 제12화) - Ray
노래 (제9화) - 1학년 등나무 반 (오자와 아리, 이자와 미카코, M·A·O, 무라카와 리에)
2015년 6월 28일의 이벤트 〈망가 타임 키라라 페스타! 2015〉에서 처음으로 공개되었다. Ray의 타이틀 곡으로서는 놀랍고 귀여우며 활발한 곡으로 마무리되어 있으며 Ray는 “《와카바 걸》의 캐릭터를 생각하면서 (중략) 도전했습니다”라고 설명했다. 그리고 ‘1학년 등나무 반’의 한 사람으로서 이 곡을 노래한 오자와 아리는 “캐치한 노래”라고 느꼈다고 코멘트했다.

### 에피소드 목록
| 화수    | 부제목                                           | 그림 콘티         | 연출              | 작화 감독       | 원작                |
| ------- | ------------------------------------------------ | ----------------- | ----------------- | --------------- | ------------------- |
| 한 잎   | 꿈은 여고생입니다 (夢は女子高生です)             | 와타나베 마사하루 | 와타나베 마사하루 | 노다 야스유키   | 제1화               |
| 두 잎   | D컵으로 부탁합니다 (Dカップでお願いします)       | 야마모토 유스케   | 토쿠모토 요시노부 | 노다 야스유키   | 제1화               |
| 세 잎   | 갸루를 향한 길은 멀다 (ギャルへの道のりは遠い)   | 야마모토 히데요   | 야마모토 히데요   | 나카니시 카즈야 | 제2화               |
| 네 잎   | 이것이 식칼인가요 (これが包丁ですか)             | 허평강            | 타카시마 다이스케 | 요치            | 제2화               |
| 다섯 잎 | 아가씨는 치사해 (お嬢様はずるい)                 | 야마모토 유스케   | 요코타 잇페이     | 키타하라 다이치 | 제3화               |
| 여섯 잎 | 천의 면적이 너무 작아요 (布の面積が小さすぎます) | 지미 스톤         | 지미 스톤         | 나카니시 카즈야 | 제3화               |
| 일곱 잎 | 혹시 스나이퍼 (もしかしてスナイパー)             | 야마모토 히데요   | 야마모토 히데요   | 노다 야스유키   | 애니메이션 오리지널 |
| 여덟 잎 | 돈도코도코도코 (ドンドコドコドコ)                | 토쿠모토 요시노부 | 타카시마 다이스케 | 요치            | 제4화               |
| 아홉 잎 | 와카바 피버 (若葉ちゃんフィーバー)               | 토쿠모토 요시노부 | 타카시마 다이스케 | 키타하라 다이치 | 제4화               |
| 열 잎   | 그건 무리예요~ (それは無理ですわ～)              | 와타나베 마사하루 | 요코타 잇페이     | 나카니시 카즈야 | 애니메이션 오리지널 |
| 열한 잎 | 타락 인간 제조 기계 (堕落人間製造機械)           | 야마모토 히데요   | 야마모토 히데요   | 요치            | 애니메이션 오리지널 |
| 열두 잎 | 그 눈을 그만둬 (その目をやめろ)                  | 이시다 카나       | 이시다 카나       | 이시다 카나     | 제4화               |
| 열세 잎 | 보통의 여자아이 (普通の女の子)                   | 와타나베 마사하루 | 와타나베 마사하루 | 노다 야스유키   | 제4화               |
| 열네 잎 | 온천 쓰고 싶어 (温泉つかりたい)                  | 와타나베 마사하루 | 요코타 잇페이     | 나카니시 카즈야 | 애니메이션 오리지널 |

### BD / DVD
| 권수 | 발매일           | 수록 화        | 규격 품번 | 규격 품번  |
| 권수 | 발매일           | 수록 화        | BD 초회판 | DVD 초회판 |
| ---- | ---------------- | -------------- | --------- | ---------- |
| 1    | 2015년 9월 18일  | 제1화 ~ 제7화  | GNXA-1528 | GNBA-1528  |
| 2    | 2015년 10월 23일 | 제8화 ~ 제14화 | GNXA-1529 | GNBA-1529  |
| BOX  | 2016년 11월 9일  | 제1화 ~ 제14화 | GNXA-1530 | -          |

### 웹 라디오
〈와카바*라디오〉라는 제목으로, 2015년 7월 31일부터 10월 9일까지 일본 d 애니메이션 스토어에서 방송되었다. 매주 금요일 업데이트. 퍼스널리티는 이자와 미카코 (토키타 모에코 역), M·A·O (쿠로카와 마오 역).

## 타이업
에이잔 전철
본 작품의 헤드 마크를 장착한 데오 720형 전동차가 2015년 7월 1일부터 9월 30일까지 일본에서 운행되었다.

## 같이 보기
- 금빛 모자이크 - 본 작품과 같이, 하라 유이가 그린 네 컷 만화. 본 작품의 책띠에는 ‘《금빛 모자이크》의 하라 유이가 그리는 또 하나의 네 컷 만화’라고 쓰여졌다[16]. 그리고 2016년 11월 12일에 극장 공개된 《금빛 모자이크 Pretty Days》의 작중에 있어 ‘스이렌 여학원’에 대해 언급하는 장면이 있다.

```
* 
코믹 걸즈
같은 애니메이션제작사에서 애니메이션화되었서 인지 중간에 잠깐 까메오로 출현한다
```

### 주해
1. ↑  아버지는 미등장.
2. ↑  애니메이션판에서는 ‘시로츠메여자고등학교’라는 명칭이 붙었다.
3. ↑  DVD, BD판 한정의 신작 에피소드. 공식 팬북에는 하라
 유이가 그린 비슷한 내용의 네 컷 만화가 게재되어 있다.
4. ↑  상품명은 ‘Blu-ray SET’.